# Municipio de Rudd
El municipio de Rudd (en inglés: Rudd Township) es un municipio ubicado en el condado de Floyd en el estado estadounidense de Iowa. En el año 2010 tenía una población de 593 habitantes y una densidad poblacional de 6,5 personas por km².

## Geografía
El municipio de Rudd se encuentra ubicado en las coordenadas 43°9′39″N 92°51′38″O / 43.16083, -92.86056. Según la Oficina del Censo de los Estados Unidos, el municipio tiene una superficie total de 91.29 km², de la cual 91,29 km² corresponden a tierra firme y (0 %) 0 km² es agua.

## Demografía
Según el censo de 2010, había 593 personas residiendo en el municipio de Rudd. La densidad de población era de 6,5 hab./km². De los 593 habitantes, el municipio de Rudd estaba compuesto por el 95,95 % blancos, el 0,17 % eran afroamericanos, el 0,34 % eran amerindios, el 1,18 % eran asiáticos, el 0,67 % eran de otras razas y el 1,69 % eran de una mezcla de razas. Del total de la población el 3,2 % eran hispanos o latinos de cualquier raza.